# Uaiuais
Os uaiuais (Waiwai, Hixkaryana, Mawayana ou Karapayana) são um grupo karib que habita o sudeste do estado brasileiro de Roraima, na fronteira com a Guiana (na Área Indígena Wai-wai), o nordeste do Amazonas e o noroeste do Pará (na Terra Indígena Trombetas-Mapuera e Área Indígena Nhamundá-Mapuera).
Os meios de acesso mais viáveis são por via terrestre, no município de São João da Baliza-RR ou São Luiz do Anauá-RR, via vicinais (vicinal 29, SJB, ou vicinal 21, SLA). Essa comunidade vive principalmente às margens do rio Anauá.
Em sua maioria é uma comunidade evangélica, evangelizada inicialmente por dois missionários da Igreja Cristã Evangélica. Este trabalho foi continuado por missionários da Igreja Presbiteriana do Brasil. Possui a Bíblia em sua língua nativa, o uaiuai.
Os uaiuais tem como atividade econômica a extração da Castanha do Pará, a qual é exportada para outros estados brasileiros por meio de empresários e outros compradores deste produto. Outro meio é a produção da cultura da banana, exportada para Manaus-AM, mas essa cultura é pouco utilizada por esses indigenas.